# خطوط باسيفك إنترناشيونال
خطوط باسيفك إنترناشيونال ( PIL ) هي شركة شحن تأسست في سنغافورة عام 1967. مؤسسها هو رائد الأعمال الصيني تشانغ يون تشونج.

## روابط خارجية
- الموقع الرسمي